# Bel Riose
Bel Riose és un dels personatges de la saga de ciència-ficció de La Fundació, d'Isaac Asimov.

## Biografia del personatge
Riose, comandant de la Vintena Flota i conegut com "l'Últim dels Imperials", va ser l'últim general destacat de l'Imperi Galàctic, que es va enfrontar a la Fundació. El seu geni tàctic va ser comparat amb el de l'almirall Puerifoy. Va ser un home de gran geni militar, sent també un militar valent, competent, ni massa jove, ni massa vell, que prenia riscos deliberats, i era tanmateix un general popular.
Lamentablement per a ell va viure en l'etapa de la decadència final de l'Imperi Galàctic. Riose anhelava els dies grandiosos de l'antic Imperi, quan els generals van demostrar el seu valor per tal d'annexionar nous planetes a l'Imperi. Riose va aconseguir la seva possibilitat quan va sentir els rumors "dels mags" de Ducem Barr i altres, en referència als científics de la Fundació. En aquell temps la Fundació controlava econòmicament gran part de la Perifèria de la Via Làctia. La influència econòmica de la Fundació havia arribat fins a la frontera exterior del decadent Imperi, que es mantenia ferm en el Centre Galàctic.
Com a defensor lleial i patriòtic de l'original Imperi Galàctic, Riose va restar impressionat per la llegenda del Pla d'Hari Seldon de crear un Segon Imperi, construït per la Fundació, per la qual cosa aquesta era una veritable amenaça. Amb diversos dels últims "vaixells de la línia", els pinacles de valor tecnològic i militar de l'Imperi (del qual pocs romanien intactes en aquella època de declivi), els va disposar a la Perifèria Galàctica amb el propòsit de conquistar la Fundació en nom de l'Imperi i l'Emperador.
Seldon havia predit que la Fundació sobreviuria totes les proves i Bel Riose ho sabia, però ell apostaria la seva vida en contra de la "mà morta" de la psicohistòria de Seldon. En el combat, Riose repetidament derrotaria la Fundació per la brillant planificació tàctica i estratègica. Riose va penetrar fins als Quatre Regnes, el nucli polític de la Fundació, acostant-se perillosament a Tèrminus, capital de la Fundació. No obstant això, abans que pogués completar la seva conquesta, va ser arrestat i executat per l'Emperador Cleon II, qui temia que Riose el traís i ocupés el tron de l'Imperi Galàctic.
Irònicament Riose no va pretendre mai ocupar el tron imperial i únicament buscava servir fidelment el seu emperador. En anys posteriors, Riose va ser oblidat per la gent de la Fundació, perquè la seva mitologia nacional va requerir que el Mul es transformés en l'amenaça exclusiva central a la construcció del Segon Imperi per part de la Fundació.

## Creació i inspiració
Isaac Asimov es va basar en la figura del general romà d'Orient Belisari, sota el comandament de l'emperador Justinià I, per compondre el personatge de Fundació i Imperi. Com Riose, Belisari va servir un Emperador fort, Justinià I, en un imperi que només conservava la seva antiga meitat oriental i havia reconquerit gran part de l'antic Imperi Romà d'Occident; i va ser cridat per la sospita infundada que ambicionava el tron imperial. A diferència de Riose, Belisari no va ser executat, sinó retirat (i, segons la llegenda, cegat i exiliat com un captaire).